# Gemengd team op de Olympische Zomerspelen 1904
Op de Olympische Zomerspelen 1904 was het toegestaan om samen met iemand uit een ander land een gemengd team te vormen. Het Internationaal Olympisch Comité (IOC) groepeert tegenwoordig hun resultaten onder de noemer gemengd team met als IOC-code ZZX.
Er werden twee medailles behaald door een gemengd team.

## Medailleoverzicht
| Sport    | Olympiër                                                                   | Discipline      | Medaille |
| -------- | -------------------------------------------------------------------------- | --------------- | -------- |
| Schermen | CUB Ramón Fonst USA Manuel Díaz Albertson Van Zo Post                      | floret team (m) | Goud     |
| Atletiek | FRA Albert Coray USA Sidney Hatch Lacey Hearn Jim Lightbody William Verner | 4 mijl team (m) | Zilver   |

Australië · Canada · Cuba · Duitsland · Frankrijk · Griekenland · Groot-Brittannië · Hongarije · Oostenrijk · Verenigde Staten · Zuid-Afrika · Zwitserland · Gemengde teams